# Wielichowo (gromada)
Wielichowo – dawna gromada, czyli najmniejsza jednostka podziału terytorialnego Polskiej Rzeczypospolitej Ludowej w latach 1954–1972.
Gromady, z gromadzkimi radami narodowymi (GRN) jako organami władzy najniższego stopnia na wsi, funkcjonowały od reformy reorganizującej administrację wiejską przeprowadzonej jesienią 1954 do momentu ich zniesienia z dniem 1 stycznia 1973, tym samym wypierając organizację gminną w latach 1954–1972.
Gromadę Wielichowo z siedzibą GRN w mieście Wielichowie (nie wchodzącym w skład gromady) utworzono – jako jedną z 8759 gromad na obszarze Polski – w powiecie kościańskim w woj. poznańskim, na mocy uchwały nr 26/54 WRN w Poznaniu z dnia 5 października 1954. W skład jednostki weszły obszary dotychczasowych gromad Dębsko, Prochy, Piotrowo Wielkie, Reńsko, Trzcinica, Wielichowo Wieś i Ziemin ze zniesionej gminy Wielichowo w tymże powiecie. Dla gromady ustalono 17 członków gromadzkiej rady narodowej.
1 stycznia 1960 do gromady Wielichowo włączono obszar zniesionej gromady Łubnica w tymże powiecie.
1 stycznia 1970 do gromady Wielichowo włączono 1.076,82 ha z miasta Wielichowo w tymże powiecie.
31 grudnia 1971 do gromady Wielichowo włączono miejscowości Śniaty i Wilkowo Polskie ze zniesionej gromady Wilkowo Polskie w tymże powiecie.
Gromada przetrwała do końca 1972 roku, czyli do kolejnej reformy gminnej. 1 stycznia 1973 w powiecie kościańskim reaktywowano gminę Wielichowo (od 1999 gmina Wielichowo należy do powiatu grodziskiego).